# Algimantas Belzus
Algimantas Belzus (*  1951 in Navininkai, Gemeinde Kalvarija) ist ein litauischer Politiker und ehemaliger Vizeminister für Landwirtschaft Litauens.

## Leben
Nach dem Abitur an der Mittelschule absolvierte Algimantas Belzus 1975 sein Diplomstudium als Radio-Ingenieur am Kauno politechnikos institutas in Kaunas. Dort erwarb er die Qualifikation des Konstrukteurs und des Technologen. Dann arbeitete Algimantas Belzus als Direktor im Unternehmen UAB 'Navininkai". Von 2000 bis 2001 war er stellvertretender Landwirtschaftsminister Litauens. Er wurde vom Agrarminister Kęstutis Kristinaitis ernannt. Von 2002 bis 2012 leitete er eine Unterabteilung bei Muitinės departamentas.
2005 absolvierte Algimantas Belzus das Studium der Verwaltung an der Mykolo Romerio universitetas in der litauischen Hauptstadt Vilnius. Von 2012 bis 2016 war er Kommerz-Attaché in Sankt Petersburg, Russland.
Algimantas Belzus war Mitglied der LLS.